# Saint-Joseph (Loira)
 Saint-Joseph  es una población y comuna francesa, situada en la región de Ródano-Alpes, departamento de Loira, en el distrito de Saint-Étienne y cantón de Rive-de-Gier.

## Demografía
| 1059 | 1147 | 1144 | 1200 | 1414 | 1623 |
| Para los censos de 1962 a 1999 la población legal corresponde a la población sin duplicidades (Fuente: INSEE [Consultar]) |      |      |      |      |      |